# Suzanne Leclézio
Pour les articles homonymes, voir Leclézio.
Suzanne Leclézio, née le 13 septembre 1898 à Saint-Pierre et morte le 1er mai 1987 à Blangy-le-Château, est une résistante française.
Une plaque commémorative à son nom et celui de sa compagne Yvonne Ziegler est apposée le 8 mars 2022 dans le 18e arrondissement de Paris pour honorer leur rôle dans la résistance. 

## Biographie
Suzanne Leclézio passe une enfance aisée à l'Île Maurice avant de rejoindre la France avec sa famille à l'âge de 24 ans.
Souhaitant devenir médecin, mais n'ayant pas pu à cause de son père, elle s'inscrit à 33 ans dans une école d’infirmière dont elle obtient le diplôme la même année, avec une spécialisation de puériculture.
Dès le début des années 1930, elle partage la vie de l'artiste-peintre Yvonne Ziegler et l'accompagne dans ses voyages à l'étranger où elle expose des tableaux. Le couple emménage rue Boissonnade dans le 14e arrondissement.

### Résistance et déportation

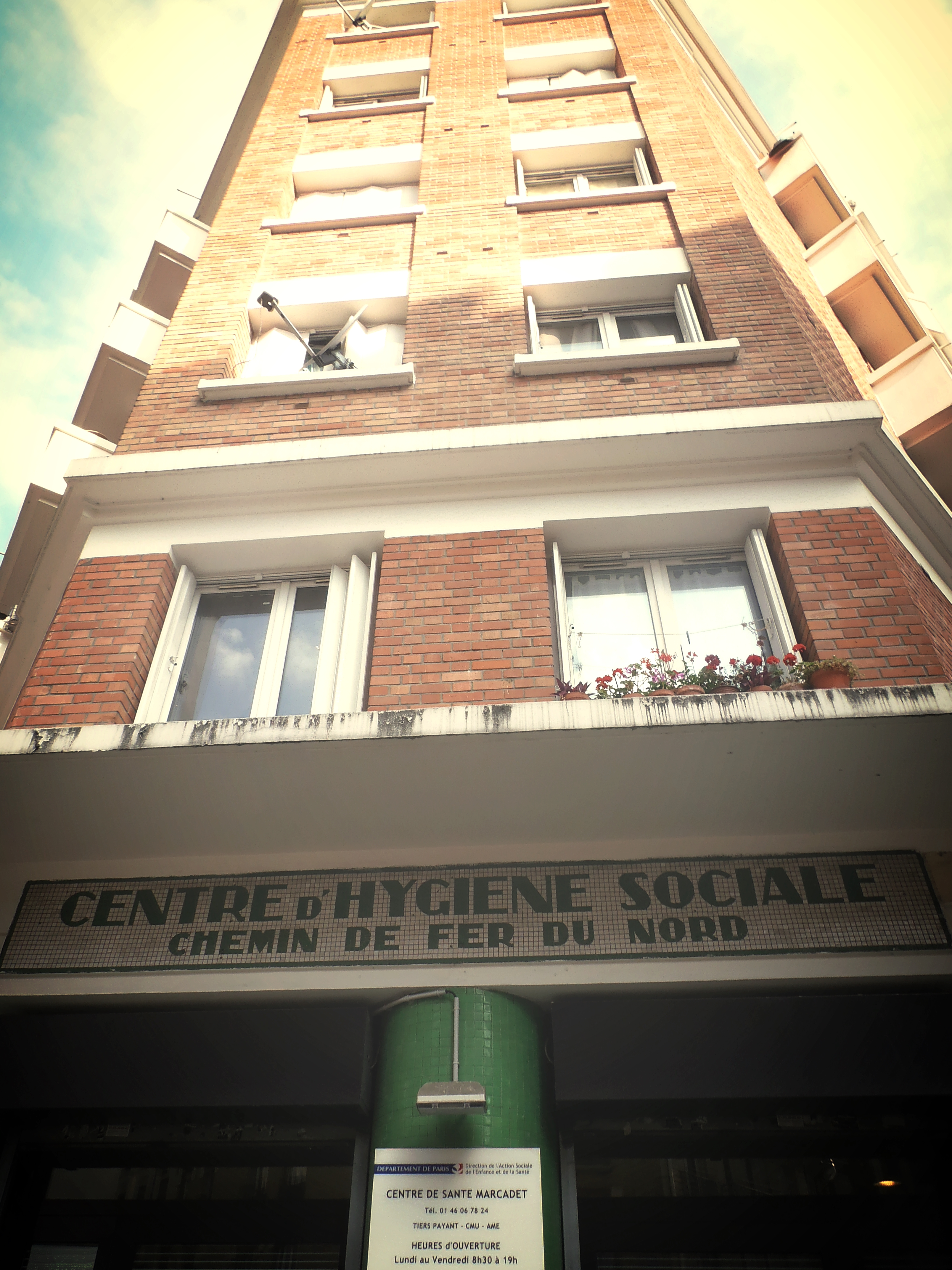
Centre de santé de la rue Marcadet.

Durant la Seconde guerre mondiale, Suzanne intègre la résistance sous le pseudonyme de Georgette, le réseau Cohors-Asturies, créé par le Bureau central de renseignements et d’action (BCRA) de Londres, en même temps qu'Yvonne, dite Véronique. Elles portent toutes deux le grade de sous-lieutenant.
Elle rejoint l’Union générale des israélites de France en 1942 pour aider à sauver les familles juives, notamment dans le centre d'hygiène sociale situé au no 22 rue Marcadet, dans le 18e arrondissement de Paris.
C'est également à partir de là qu'elle secourt les victimes civiles du bombardement du 21 avril 1944 qui touche les habitants des quartiers du nord de Paris.
Arrêtée en 1944, torturée par la Gestapo, elle est déportée par le « convoi des 57000 » avec Yvonne Ziegler au camp de concentration de Ravensbrück dans le même wagon qu'Yvonne Pagniez.

### Retour de déportation
Elle revient de déportation le 25 mai 1945 et retourne habiter dans l'appartement de la rue Boissonade avec Yvonne Ziegler, qui a été également déportée, et reprend la direction du centre de santé de la rue Marcadet, jusqu'au transfert de l'établissement de la SNCF à la Ville de Paris en 1984.
Yvonne Ziegler et Suzanne Leclézio ont vécu leur retraite au Mesnil-sur-Blangy.
Elle meurt à Blangy-le-Château le 1er mai 1987, à l'âge de 89 ans.

## Distinctions
- Chevalier de la Légion d'honneur remise en 1965.
- Croix de guerre 1939–1945
- Médaille de la Résistance française (décret du 3 août 1946)[8]

## Postérité
Le 8 mars 2022, journée internationale des femmes, la mairie de Paris fait apposer une plaque commémorative au 22, rue Marcadet dans le 18ème arrondissement,, sans toutefois mentionner leur relation lesbienne comme initialement prévu. Yvonne Ziegler est ainsi mentionnée comme « amie bénévole de la première », et non sa compagne, participant à une invisibilisation des lesbiennes dans l'espace public.